# Мод, Юстэс Уиндхем, 7-й виконт Хаварден
Майор Юстас Уиндем Мод, 7-й виконт Хаварден (англ. Eustace Wyndham Maude, 7th Viscount Hawarden; 20 сентября 1877 — 6 апреля 1958) — офицер британской армии, пэр и колониальный чиновник.

## Биография
Родился 20 сентября 1877 года. Единственный сын Ладлоу Юстаса Мода (1844—1903) и Клары Луизы Мэдден (? — 1926). Внук преподобного Роберта Уильяма Генри Мода (1784—1861) и правнук Корнуоллиса Мода, 1-го виконта Хавардена.
Он получил образование в школе Блоксхэма и Королевском военном колледже в Сандхерсте. Он был зачислен в 3-й батальон Хэмпширского полка в апреле 1900 года. Он был повышен до майора в 1910 году во время службы в Королевском полку королевы (Западный Суррей) в Египте.
26 августа 1914 года после гибели в Монсе своего двоюродного брата, Роберта Корнуоллиса Мода, 6-го виконта Хавардена (1890—1914), Юстас Уиндем Мод унаследовал титулы 7-го виконта Хавардена из Хавардена в графстве Типперэри (Пэрство Ирландии), 7-го барона де Монтальтоа из Хавардена в графстве Типперэри (Пэрство Ирландии) и 9-го баронета Мода.
Лорд Хаварден принимал активное участие в Первой мировой войне, во время которой он упоминался в донесениях. Впоследствии он был губернатором провинции в Англо-Египетском Судане. Он занимал должность мирового судьи.
17 ноября 1920 года Юстас Уиндем Мод женился на Мэрион Райт (1893 — 1 октября 1974), дочери Альберта Лесли Райта из Баттерли-холла и Маргаретты Агнес Пламптр. У супругов было трое детей:
- Достопочтенная Хелен Маргаретта Мод (23 августа 1921 — октябрь 2001)[1], в 1947 году она вышла замуж за Уолтера Питера Бакстера, от брака с которым у неё было четверо детей.
- Роберт Лесли Юстас Мод, 8-й виконт Хаварден (26 марта 1926 — 6 сентября 1991)[1], старший сын и преемник отца.
- Достопочтенный Генри Корнуоллис Мод (3 марта 1928 — 31 марта 2018)[1].